# Ginástica rítmica nos Jogos Pan-Americanos de 2019 - Maças
A competição de maças foi um dos eventos da ginástica rítmica nos Jogos Pan-Americanos de 2019. Foi disputada no Polideportivo Villa El Salvador no dia 5 de agosto. 

## Calendário
Horário local (UTC-5).
| Data        | Horário | Fase         |
| ----------- | ------- | ------------ |
| 3 de agosto | 13:00   | Qualificação |
| 5 de agosto | 13:00   | Final        |

## Medalhistas
| Ouro   | USA Camilla Feeley  |
| Prata  | CAN Natalie Garcia  |
| Bronze | USA Evita Griskenas |

## Resultados

### Qualificação
| Pos. | Ginasta              |        | Notas |
| ---- | -------------------- | ------ | ----- |
| 1    | USA Camilla Feeley   | 18.000 | Q     |
| 2    | BRA Natália Gaudio   | 17.800 | Q     |
| 3    | USA Evita Griskenas  | 17.500 | Q     |
| 4    | CAN Natalie Garcia   | 17.250 | Q     |
| 5    | CAN Katherine Uchida | 17.150 | Q     |
| 6    | ARG Sol Fainberg     | 16.500 | Q     |
| 7    | BRA Bárbara Domingos | 16.450 | Q     |
| 8    | COL Lina Dussan      | 16.400 | Q     |
| 9    | COL Oriana Viñas     | 15.500 | R     |
| 10   | MEX Karla Diaz       | 14.850 | R     |

### Final
| Pos.              | Ginasta              |        | Notas |
| ----------------- | -------------------- | ------ | ----- |
| Medalha de ouro   | USA Camilla Feeley   | 17.950 |       |
| Medalha de prata  | CAN Natalie Garcia   | 17.650 |       |
| Medalha de bronze | USA Evita Griskenas  | 17.500 |       |
| 4                 | BRA Natália Gaudio   | 17.250 |       |
| 5                 | BRA Bárbara Domingos | 16.600 |       |
| 6                 | CAN Katherine Uchida | 16.350 |       |
| 7                 | ARG Sol Fainberg     | 16.050 |       |
| 8                 | COL Lina Dussan      | 15.500 |       |